# Conde de Muge
O título de Conde de Muge foi criado em 1640 pelo rei D. Filipe IV de Espanha a favor de Pedro Álvares Pereira, 1º conde de Muge, único titular.

### Titulares
1. Pedro Álvares Pereira, 1º conde de Muge